# Habroscelimorpha severa
Habroscelimorpha severa – gatunek chrząszcza z rodziny biegaczowatych i podrodziny trzyszczowatych.
Gatunek ten opisany został w 1841 roku przez Thibaulta LaFerté-Sénectère jako Cicindela severa.
Chrząszcz długości powyżej 12 mm. Wierzch ciała błyszcząco czarny, oliwkowy lub ciemnozielony. Warga górna barwy kości słoniowej, opatrzona trzema ząbkami i mniej niż ośmioma szczecinkami. Nadustek bez gęstego oszczecenia. Na czole, poza szczecinkami nadocznymi, bark wzniesionych szczecin. Pierwszy człon czułków wyposażony w pojedynczą szczecinkę zmysłową. Plamy na pokrywach zredukowane do kropki przy środkowej części brzegu i J-kształtnej plamki na wierzchołku każdej; brak plam barkowych. U wierzchołków pokrywy mikropiłkowane. Odnóża przedniej pary ze szczecinkami przedwierzchołkowymi na krętarzach. Szczecinki obecne na episternitach przedtułowia.
Trzyszczowaty ten zasiedla głównie słone bagniska, przede wszystkim wzdłuż nabrzeży Zatoki Meksykańskiej, ale również do 150 km w głąb lądu (w północno-wschodnim Teksasie). Na Florydzie notowany z hrabstw Charlotte, Miami-Dade, Dixie, Lee i Monroe.